# Триста лет тому…
«300 лет тому…» — исторический фильм о событиях Национально-освободительной войны на Украине под руководством Богдана Хмельницкого. Фильм был приурочен к широко отмечавшемуся в СССР юбилею Переяславской рады и 10 октября 1956 года продемонстрирован по первой программе советского телевидения.

## Сюжет
В середине XVII века украинские крестьяне и казачество поднялись на борьбу против польско-шляхетского господства. Возглавил Освободительную войну Богдан Хмельницкий, который твердой рукой повел восставшие массы к союзу с Россией. Рядом с ним встали доблестные сподвижники — казацкие полковники Богун, Кривонос, Ганжа, Соколов.

## В ролях
- Виктор Добровольский — гетман Богдан Хмельницкий
- Юлиан Панич — Тимофей Хмельницкий, сын гетмана
- Евгений Самойлов — полковник Иван Богун
- Артем Тарский — полковник Максим Кривонос
- Аркадий Гашинский — полковник Иван Ганжа
- Наталья Ужвий — Варвара
- Елена Добронравова — Соломия
- Сергей Дворецкий — кобзарь Андрей Журба
- Владимир Емельянов — гетманский посол Силуян Мужиловский
- Николай Пишванов —  Соколов, атаман русских казаков
- Владимир Белокуров —  Лизогуб, войсковой писарь
- Альфред Ребане —  Николай Потоцкий, коронный гетман Польши
- Василий Лановой — поручик Бронислав Оржельский
- Владимир Иванов — царь Алексей Михайлович
- Дмитрий Капка — Ян
- Юрий Лавров — польский посол
- Сергей Филиппов — монах